# Eccitazione sessuale
L'eccitazione sessuale è l'insieme delle reazioni psicologiche e fisiologiche, alcune volontarie, altre involontarie, che nei mammiferi, compreso l'Homo sapiens, è propedeutico all'attività sessuale.

## Negli animali
La natura delle relazioni sessuali negli animali non ha una sistemazione scientifica definita. È stato osservato che in alcune specie il sesso ha una valenza sociale anche indipendente dalla primaria finalità riproduttiva. Delfini e bonobo, ad esempio, usano il sesso come strumento per rafforzare e mantenere i legami.
Gli etologi hanno documentato scambi di sesso per promuovere la coesione di gruppo negli animali sociali. Il rinsaldamento del legame sociale è uno dei più evidenti vantaggi selettivi congetturati nella teoria della selezione di gruppo. Gli esperti di evoluzione della riproduzione sessuale quali John Maynard Smith sostengono la tesi che lo scambio di favori sessuali serva a consolidare e localizzare la varietà di alleli in una popolazione isolata e pertanto sia un grande punto di forza nell'evoluzione. Maynard Smith ha anche scritto ampiamente sull'applicazione logistica della "teoria dello scambio di fluido seminale" nell'assortimento di alleli come una rappresentazione sintetica più accurata dell'equilibrio di Hardy Weinberg nei casi di popolazioni che praticano intense ibridazioni reciproche.

## Negli esseri umani
Nel maschio, l'eccitazione sessuale si manifesta con un aumento del flusso di sangue al pene per generare l'erezione. Questo è di regola il più evidente e affidabile segno di eccitazione sessuale negli uomini; tuttavia, gli adolescenti hanno spesso erezioni "non-sessuali" conseguenti al loro alto livello di testosterone. Nella femmina, la vagina si auto-lubrifica in preparazione al rapporto sessuale. A differenza della maggior parte degli altri mammiferi, gli esseri umani di entrambi i sessi non hanno una "stagione degli amori" predefinita e sono quindi potenzialmente capaci di eccitazione sessuale in ogni momento dell'anno.

### Aspetti psicologici
In inglese colloquiale, si usano chiamare turn-ons ("inneschi") ogni elemento o fattore che possa provocare eccitazione sessuale. Tali turn-ons possono essere di natura fisica o mentale. Per esempio, psicologicamente, la maggior parte dei maschi eterosessuali è stimolata visivamente dalla nudità femminile (totale o parziale), mentre alcune femmine eterosessuali sono stimolate dalla tenerezza amorosa raggiunta con il proprio amante.
Secondo il terapista coniugale e sessuale David Schnarch, l'intimità, lo schietto ritratto delle due persone che si uniscono nell'amplesso, può portare a un elevato stato di passione sessuale, comprendente l'eccitazione sessuale.
Data una giusta stimolazione, l'eccitazione sessuale negli esseri umani tipicamente culminerà nell'orgasmo, ma può essere perseguita anche in sé stessa, malgrado l'eventuale assenza di orgasmo.

#### Le fasi della risposta sessuale di Masters e Johnson
Tra gli anni '50 e gli anni '60, William Masters e Virginia Eshelman Johnson condussero molti importanti studi nel campo della sessualità umana. Nel 1966 i due studiosi pubblicarono Human Sexual Response, che esponeva sistematicamente quattro stadi di variazioni fisiologiche negli esseri umani durante la stimolazione sessuale.
Queste fasi sono (in ordine di apparizione):
- eccitativa
- plateau
- orgasmica
- conclusiva[14]

Si ritiene che l'effetto della reazione sessuale sia un modificatore di comportamento consistente in un rinforzo plastico positivo, associato con l'effetto di Baldwin.
L'eccitazione sessuale può manifestare strutture anatomico-funzionali dei caratteri sessuali assai inconsuete: nella femmina il clitoride, eretto, può raggiungere notevoli dimensioni, mentre nel maschio può insorgere la ginecomastia. Tali fenomeni, che ricorrono anche in altri mammiferi (ad esempio lo pseudo-pene nella femmina di iena ridens crocuta crocuta) sono ritenuti vestigia di arcaici caratteri sessuali, comparsi in qualche pregresso stadio dell'evoluzione umana e funzionali alla selezione copulatoria. La loro funzionalità nella selezione sessuale spiega la loro persistenza e, secondo alcuni studi interculturali, sopravvive nell'evocare l'eccitazione in potenziali partner di accoppiamento. Una vistosa conferma di questa teoria si ravviserebbe nell'alta incidenza epidemiologica del dimorfismo sessuale in alcune popolazioni umane del Sudest asiatico.

#### Il modello di Singer
Singer presenta un modello del processo di eccitazione sessuale, nel quale ha concettualizzato la reazione sessuale umana come composta di tre elementi indipendenti (benché generalmente sequenziali):
1. Reazione estetica: risposta emotiva a un volto o a una figura attraente; produce un aumento di attenzione verso l'oggetto attraente, tipicamente producendo il movimento della testa e degli occhi verso l'oggetto
2. Reazione di approccio: procede dalla prima fase; implica movimenti corporali verso l'oggetto
3. Reazione genitale: sia per l'attenzione, sia per la più stretta vicinanza, le reazioni fisiche si risolvono in tumescenza genitale

Singer nota l'esistenza di una serie di altre reazioni autonome, ma riconosce che la letteratura scientifica indica la reazione genitale come «la più affidabile e conveniente da misurare» nei maschi.

### Caratteristiche fisiche
L'eccitazione sessuale determina una serie di alterazioni fisiche:

#### Nella femmina

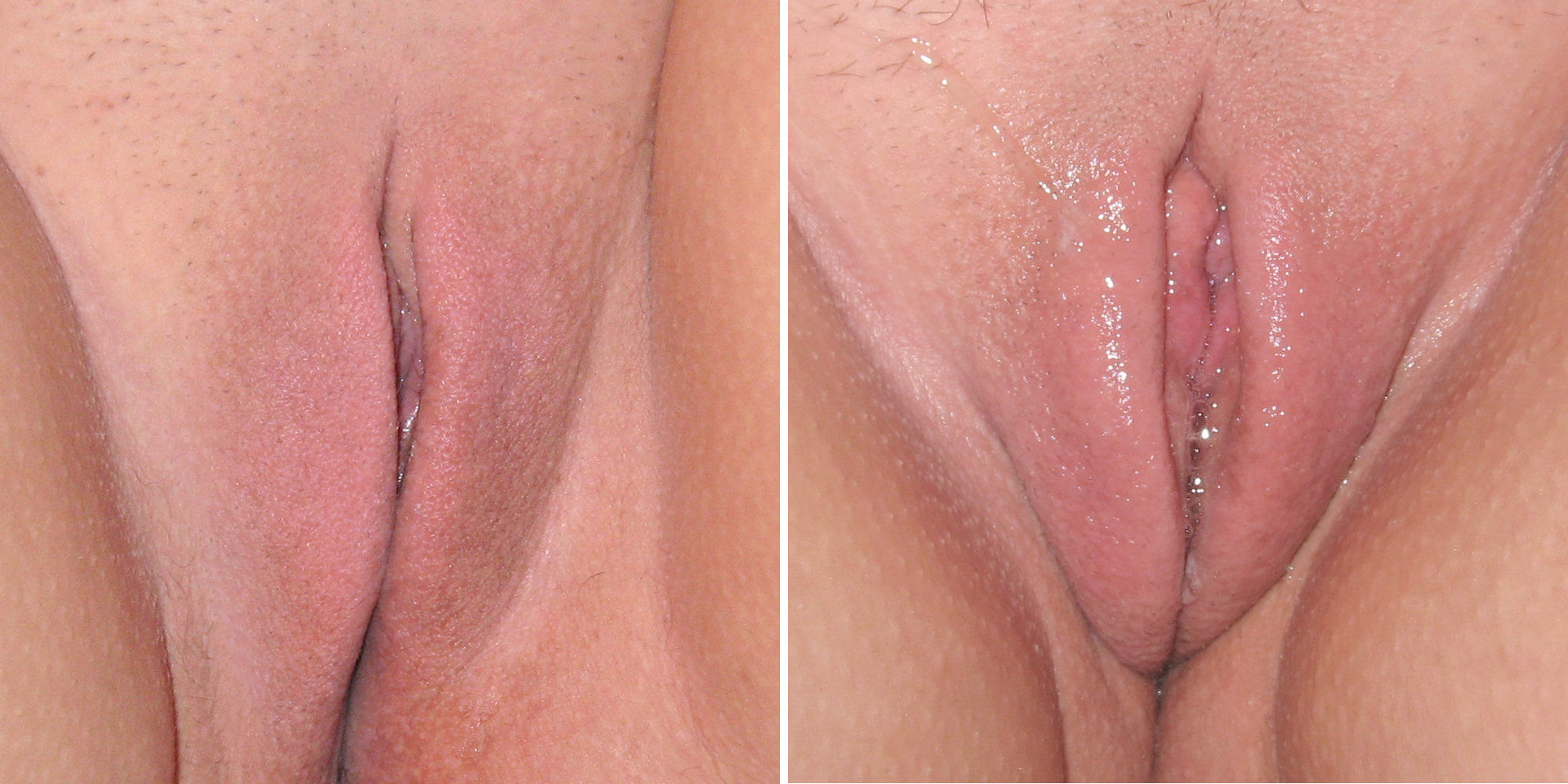
Inturgidimento della vulva

- Aumento della dimensione e del tono del seno
- Pigmentazione più intensa dell'areola mammaria e del capezzolo, causata da un maggiore afflusso di sangue
- Erezione dei capezzoli[23]
- Lubrificazione vaginale
- Vasocongestione delle pareti vaginali
- Tumescenza ed erezione della clitoride
- Elevazione della cervice e dell'utero, espansione del fondo della vagina
- Cambio di forma, colore e dimensione delle grandi labbra e delle piccole labbra

#### Nel maschio

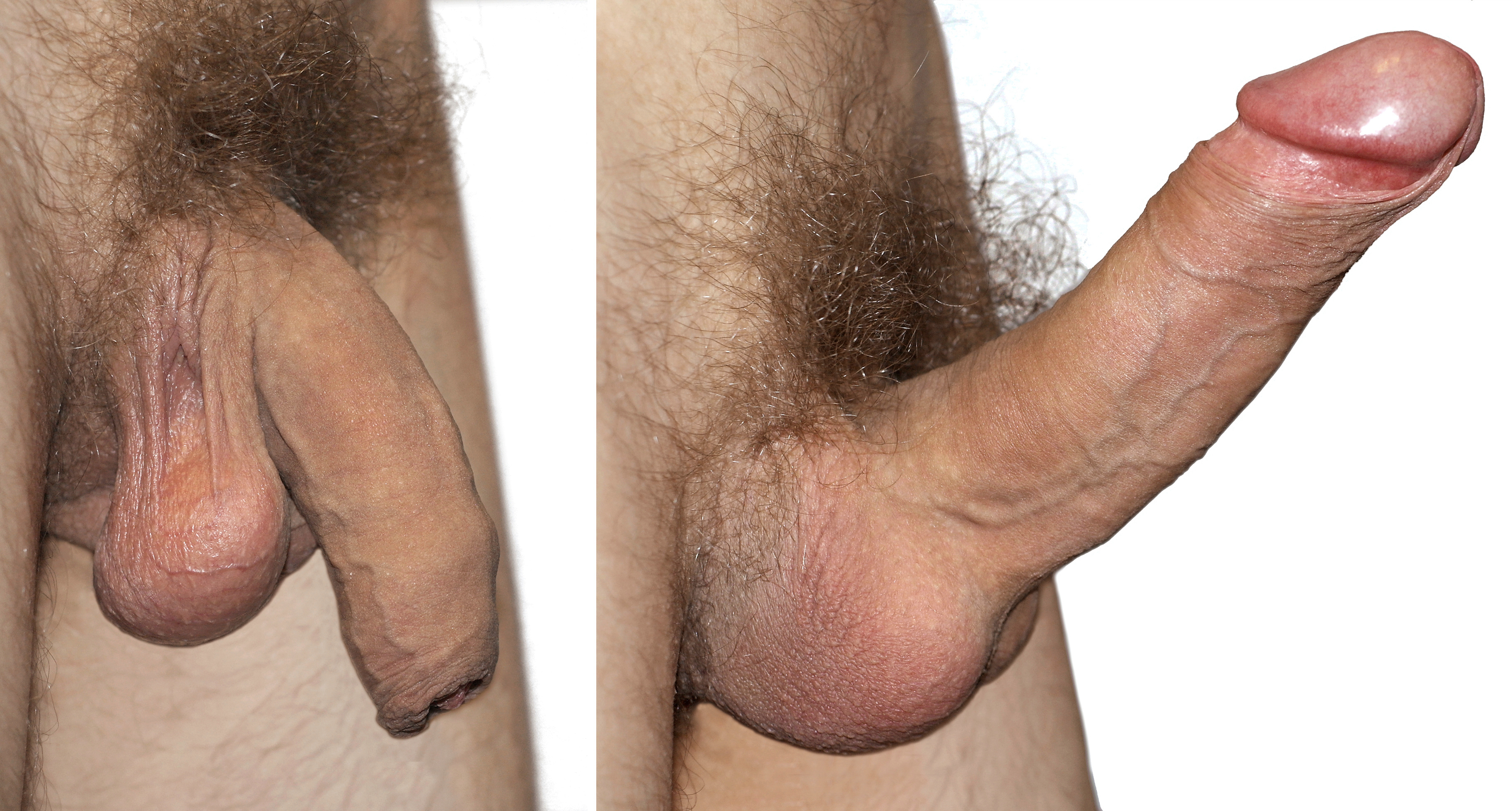
Erezione del pene

- Tumescenza ed erezione del pene, le cui vene dorsali possono diventare evidenti
- Retrazione e irrigidimento del prepuzio, spesso con esposizione totale del glande, se non già esposto normalmente (ad esempio se circonciso)
- Aumento di volume del glande e assunzione di tipica colorazione intensa a causa dell'afflusso sanguigno
- Erezione dei capezzoli[23]
- Emissione di liquido preseminale
- Rigonfiamento ed elevazione dei testicoli
- Tensione e ispessimento dello scroto